# Jurij Zrnec
Jurij Zrnec, slovenski igralec, komik, televizijski voditelj in režiser, * 25. marec 1978.

## Življenjepis
Kot osnovnošolec je treniral latinskoameriške in standardne plese, kjer je bil zelo uspešen. Obiskoval je srednjo šolo za oblikovanje, kasneje pa se je vpisal na Akademijo za gledališče, radio, film in televizijo. V drugem poskusu je opravil sprejemni izpit. Najprej je igral v Šentjakobskem gledališču, leta 2003 pa je postal član Slovenskega narodnega gledališča Drama Ljubljana, katerega član je še danes. Že leto kasneje je prejel Borštnikovo nagrado za mladega igralca.
Slovenski javnosti bolj poznan je postal z vodenjem podelitve Viktorji leta 2003, kjer je presenetil s svojim humorjem.
Leta 2006 je z vlogo mladega zdravnika Muca v Naši Mali Kliniki požel velik uspeh in postal zelo slaven. Kmalu za tem pa je na POP TV-ju z Ladom Bizovičarjem dve leti vodil razvedrilno oddajo »As ti tud not padu?!«, ki mu je prinesla štiri viktorje. Kot režiser je soustvarjal gledališko predstavo 5moških.com.
Leta 2010 so premierno predvajali mladinski celovečerni film Gremo mi po svoje, kjer je imel Jurij glavno moško vlogo, za
katero je prejel tudi nagrado. Prav zaradi Jurijeve priljubljenosti in prepoznavnosti je Gremo mi po svoje postal najbolj gledan slovenski film vseh časov. Po velikem uspehu filma so dve leti kasneje posneli še drugi del, ki pa je ostal v senci prvega.

### Zasebno
Na vrhuncu njegove kariere se je leta 2008 poročil z igralko Sabino Kogovšek, s katero ima dve deklici. Kasneje se je njegovo zdravstveno stanje poslabšalo. Imel je dva infarkta in pljučno embolijo. Njegovo življenje je viselo na nitki, vendar si je opomogel, zakonska zveza s Sabino pa se kljub vsemu ni obdržala.
Zaradi bolezni je bil pred časom njegov videz precej spremenjen, zmanjšal je tudi intenzivnost nastopanja. V zadnjem letu je izgubil nekaj kilogramov in se vrača v ustaljene vode, več se posveča tudi svojima hčerkama. 
Njegova partnerka je Aleksandra Ilijevski, pevka zasedbe Pliš.

## Osvojeni viktorji
- najboljši voditelj zabavne TV-oddaje (2007, 2008, 2009)
- TV-osebnost (2008)

## Vloge

### Filmi
- Gajin svet 2 (2022)
- Prebujanja (2017)
- Gremo mi po svoje (2010)
- Gremo mi po svoje 2 (2013)
- Garfield (posodil glas Garfieldu)
- Planet 51 (posodil glas Astronavtu)

### Serije
- Naša mala klinika - dr. Igor Muc
- Ja, Chef! - chef Ljubomir Bohinc

## Ostale osvojene nagrade
- Borštnikova nagrada za mladega igralca, za vlogi Kočarja v Krstu pri Savici Dominika Smoleta in Charlesa Morela v Iskanju izgubljenega časa Marcela Prousta v priredbi Harolda Pinterja in Di Trevis (SNG Drama Lj) (2004)
- Vikendov gong popularnosti za najbolj priljubljenega igralca (2007)
- Vesna za najboljšo glavno moško vlogo v filmu Gremo mi po svoje (2010)